# Caratinga
Caratinga là một đô thị thuộc bang Minas Gerais, Brasil. Đô thị này có diện tích 1250,874 km², dân số năm 2007 là 84825 người, mật độ 66,1 người/km².